# Fritz Schnürle
Fritz Schnürle (* 23. Februar 1898 in Pforzheim; † 9. November 1937) war ein deutscher Fußballspieler. Am 5. Juni 1921 bestritt der Offensivspieler ein Länderspiel in der deutschen Fußballnationalmannschaft.

## Karriere

### Vereine
In der Jugend spielte Schnürle beim VfR Pforzheim, ehe er seine fußballerische Laufbahn im Seniorenbereich beim 1. FC Pforzheim fortsetzte und bis 1919 dort spielte. Im November 1918 war er beim Start nach dem Ersten Weltkrieg unter Trainer Max Breunig als 20-Jähriger dabei. Am Karfreitag 1919 gehörte er auch der sporthistorischen Begegnung gegen Nordstern Basel an, als die Schweizer Mannschaft zur ersten internationalen Begegnung in Deutschland gegen den 1. FC Pforzheim antrat. Wenig später wechselte der gelernte Goldschmied über die SpVgg Fürth zu Germania 1894 Frankfurt.
Bei der Germania, Frankfurts ältestem Fußballverein, erlebte Schnürle erfolgreiche Jahre. Schon 1920/21 eilte die „Schnürle-Elf“ von Erfolg zu Erfolg: FSV und Eintracht wurden jeweils mit 5:1 vom Platz gefegt (wobei dem Derby gegen die Adlerträger am 16. Januar 1921 mehr als 16.000 Zuschauer beiwohnten) und auch das Entscheidungsspiel um die Bezirksmeisterschaft gegen die Eintracht endete mit einem 4:1-Triumph. Erst in der Qualifikation zur Endrunde um die „Süddeutsche“ stoppte der VfR Mannheim die Siegesserie. Als die Germania-Elf im Mai 1922 nach dem Gewinn des „Schwedenpokals“ mit zehn Zweispännern im Triumphzug vom Hauptbahnhof zum FTV-Vereinsheim am Zoo gekarrt wurde, war der Höhepunkt erreicht. Schnürle betätigte sich nebenher auch als Trainer beim VfB Gießen.
Am Saisonende 1922/23 stieg er mit seinem Verein als Sechstplatzierter von acht Vereinen in die regional zweitklassige Kreisliga ab. Anschließend gastierte er für einige Zeit beim DFC Prag, lief aber spätestens im Frühjahr 1924 wieder für seinen alten Verein auf. Germania kehrte zur Saison 1925/26 in die Bezirksliga Main zurück und stieg 1927/28 wieder ab. Laut Tauber kehrte Schnürle 1928 nach Pforzheim zurück und beendete 1935 beim VfR Pforzheim seine aktive Fußballerkarriere.
Dem Spieler wurde eine hervorragende Ballbehandlung zugeschrieben, der bei Germania 94 zum überragenden Spielgestalter wurde.

### Nationalmannschaft
Sein einziges Länderspiel für die A-Nationalmannschaft bestritt er am 5. Juni 1921 in Budapest bei der 0:3-Niederlage gegen die Nationalmannschaft Ungarns. Der DFB führte das Länderspiel während der laufenden Endrunde um die deutsche Fußballmeisterschaft durch, was zur Folge hatte, dass nur Torhüter Heinrich Stuhlfauth vom überlegenen Meister 1. FC Nürnberg die Reise mit nach Budapest antrat. Der deutsche Angriff in Budapest wurde von vier Debütanten – Karl Höger, Fritz Schnürle, Emil Gröner, Anton Kreß – unter der Sturmführung von Adolf Jäger gebildet.
In der Saison 1921/22 lief Schnürle im Bundespokal in der Mannschaft von Süddeutschland am 9. Oktober 1921 bei einem 6:0-Erfolg gegen Westdeutschland auf. Er erzielte als Mittelstürmer einen Treffer an der Seite von Karl Höger, Josef Herberger (3 Tore), Luitpold Popp (1 Tor) und Anton Kreß (1 Tor).

## Stationen
- bis 1919: 1. FC Pforzheim
- SpVgg Fürth
- 1920 bis 1928: Germania 1894 Frankfurt
- bis 1935: VfR Pforzheim

## Sonstiges
Während seiner Tätigkeit als Trainer im Pforzheimer Raum – SC Pforzheim, FC Eutingen – wurde er zum Erfinder und Namensgeber der heute noch in Nordbaden verbreiteten Fußballtennisvariante Schnürles.